# Assenza
L'assenza è un istituto giuridico presente in vari ordinamenti con il quale, attraverso una pronuncia del Tribunale, una persona scomparsa da almeno un certo lasso di tempo viene dichiarata assente.

## In Italia
Nel diritto italiano è istituto di volontaria giurisdizione, allorché la persona scomparsa si sia allontanata dal luogo del suo ultimo domicilio o dall'ultima residenza e non abbia fatto avere più sue notizie per un periodo di tempo superiore a due anni.
I soggetti legittimati a chiedere la dichiarazione di assenza sono i presunti successori legittimi e chiunque ragionevolmente creda di avere diritti, dipendenti dalla morte dello scomparso, sui beni di questi.
La dichiarazione di assenza viene resa con sentenza dal Tribunale su istanza di uno dei soggetti legittimati.
La sentenza viene pronunciata allorché ricorrano due presupposti (art. 49 c.c.):
1. l'allontanamento dal luogo del suo ultimo domicilio o dall'ultima residenza;
2. l'assenza di notizie per un periodo di due anni.

### Effetti
A seguito della dichiarazione di assenza il Tribunale, su istanza di chiunque ne abbia interesse, ordina l'apertura del testamento.
Gli eredi testamentari o legittimi, i legatari, i donatari e tutti gli altri soggetti cui spettano diritti in ragione della morte dell'assente, possono chiedere l'immissione temporanea nel possesso dei beni o nell'esercizio temporaneo dei diritti.
Prima che avvenga l'immissione nei beni dell'assente deve essere formato l'inventario dei beni facenti capo al soggetto scomparso.
Affinché ciò sia possibile però tali soggetti debbono prestare cauzione nelle misura determinata dal Tribunale. Se taluno non è in grado di darla, il tribunale può stabilire altre cautele, avuto riguardo alla qualità delle persone e alla loro parentela con l'assente. Questa disposizione trova la sua ratio nella necessità di tutelare il patrimonio dell'assente, sino al suo ritorno.
Il coniuge dell'assente, in caso di bisogno, può ottenere dal tribunale un assegno alimentare da determinarsi secondo le condizioni della famiglia e l'entità patrimoniale dell'assente.
Il matrimonio non si scioglie, ma viene sciolta la comunione legale.

### Ritorno della persona dichiarata assente
Allorché la persona dichiarata assente faccia ritorno o sia fornita prova della sua esistenza in vita, gli effetti della dichiarazione cessano, senza che all'uopo sia necessaria una pronuncia giudiziale.
I possessori temporanei dei beni devono restituirli.